# 中印边境事务磋商和协调工作机制
中印边境事务磋商和协调工作机制是中國和印度雙方於2012年1月建立的旨在緩和中印邊境緊張局勢的對話和溝通機制。该机制由温家宝于2010年首次提出 。2012年1月，中印举行边界问题特别代表第15次会晤最终确定中印兩國將建立中印边境事务磋商和协调工作机制。 截至2024年12月5日，中印举行边境事务磋商和协调工作机制已舉辦32次会议。
根据协议，印度外交部和中华人民共和国外交部的司长级官员負責牵头該機制，而且參與對話的還有双方的外交和军事官员。该工作机制不負責解決中印边界问题，也不影响中印边界问题特别代表会晤机制。 